# Годинник Рубіка

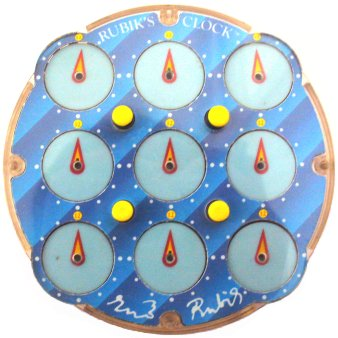
Лицьова сторона вирішеного оригінального годинника Рубіка

Годинник Рубіка — механічна головоломка, винайдена та запатентована Крістофером В. Віггсом та Крістофером Дж. Тейлором.  Угорський скульптор і професор архітектури Ерне Рубік придбав у них патент, щоб продавати товар під своїм ім'ям. Вперше він був проданий в 1988 році.
Годинник Рубіка — це двостороння головоломка, кожна сторона якої представляє дев’ять годинників. Є чотири колеса, по одному в кожному кутку головоломки, кожне з яких дозволяє безпосередньо обертати відповідний кутовий годинник. (Кутові годинники, на відміну від інших годинників, обертаються в обидва боки головоломки одночасно і ніколи не можуть працювати самостійно. Таким чином, загадка містить лише 14 незалежних годинників).
Є також чотири кнопки, які охоплюють обидві сторони головоломки; кожна кнопка розташована так, що якщо вона "входить" з одного боку, вона "виходить" з іншого. Стан кожної кнопки (вхід або вихід) визначає, чи буде сусідній кутовий годинник механічно підключений до трьох інших сусідніх годинників на лицьовій або тильній стороні: таким чином, конфігурація кнопок визначає, які набори годин можна повертати одночасно обертаючи відповідне колесо.
Мета головоломки — встановити всі дев'ять годинників на 12 годин (прямо вгору) з обох сторін головоломки одночасно. Це можна зробити, починаючи з побудови хреста з обох сторін, а потім вирішуючи кутові годинники.
Годинник Рубіка вказаний як одна з 17 подій WCA.

## Рішення
Розв’язування годинника Рубіка багато в чому схоже на вирішення Кубика Рубіка 3х3. Починається з орієнтування країв і центрів з одного боку. Потім ви повторюєте теж саме з протилежного боку. Після цього ви вирішуєте по 1 куточку за раз. Ви робите це, повертаючи всі годинники навколо нього, поки вони не збігаються, а потім повертаєте їх назад на 12 годин. Повторіть цей крок для всіх чотирьох кутів, і тоді ви закінчите! Годинник - одна з небагатьох подій WCA, де ви використовуєте одне і те ж рішення.

## Комбінації
Оскільки існує 14 незалежних циферблатів, з 12 налаштуваннями в кожному, загалом є {\displaystyle 12^{14}} = 1,283,918,464,548,864 можливих комбінацій. Це не враховуючи для кількості позицій кнопок.

## Рекорди
Світовий рекорд для однієї розв’язки становить 2,87 секунди, встановлений Юньхао Лу (娄云皓) з Китаю 1 травня 2021 року на Guangdong Open 2021 в Гуандуні, Китай. 
Світовий рекорд середнього з 5 розв'язків (без урахування найшвидшого та найповільнішого) становить 3,86 секунди, встановлений Юньхао Лу (娄云皓) з Китаю 13 грудня 2020 року на Guangzhou Good Afternoon 2020 в Гуанчжоу, Китай, з часом (3,52), 4,28, (4,57), 3,54 та 3,76 секунди. 

### 5 найкращих вирішувачів за одним рішенням[3]
| Ім'я                   | Найшвидше рішення | Змагання                |
| ---------------------- | ----------------- | ----------------------- |
| Юньхао Лу (娄云皓)     | 2,87 с            | Відкритий Гуандун 2021  |
| Суен Мін Чі (孫 銘 志) | 3,29 с            | GDSY Open 2019          |
| Дмитро Гундін          | 3,34 с            | MPEI Open 2019          |
| Еван Лю                | 3,51 с            | George School Open 2019 |
| Тайран Чжун (钟 泰然)  | 3,64 с            | Чемпіонат Азії WCA 2018 |

### 5 найкращих розв'язувачів в середньому з 5 розв'язків[4]
| Ім'я                   | Найшвидше середнє | Змагання                      |
| ---------------------- | ----------------- | ----------------------------- |
| Юньхао Лу (娄云皓)     | 3,86 с            | Guangzhou Good Afternoon 2020 |
| Тайран Чжун (钟 泰然)  | 4,53 с            | Чемпіонат Китаю 2019          |
| Дмитро Гундін          | 4,66 с            | Tyumen Happy Saturday 2021    |
| Суен Мін Чі (孫 銘 志) | 5.04 с            | GDSY Open 2019                |
| Олівер Хой             | 5.10 с            | Melbourne Summer 2021         |

## Зовнішні посилання
- Рішення годинника Рубіка Ілюстрований опис рішення.
- Неофіційні записи [Архівовано 28 червня 2021 у Wayback Machine.] Сторінка неофіційних записів Speedsolving.com для багатьох головоломок, включаючи Годинник Рубіка
- Реальна геніальна [Архівовано 28 червня 2021 у Wayback Machine.] комп’ютерна гра «Годинник Рубіка для Commodore Amiga», випущена в 1989 році